# Vasilij Andreevič Žukovskij
Vasilij Andreevič Žukovskij (IPA: [vɐˈsʲilʲɪj ɐˈndrʲejɪvʲɪtɕ ʐʊˈkofskʲɪj]) (in russo Васи́лий Андре́евич Жуко́вский?; Mišenskoe, 29 gennaio 1783 – Baden-Baden, 4 aprile 1852) è stato un poeta e traduttore russo.

## Biografia
Figlio naturale di Afanasij Bunin, un nobile possidente russo (nel cui casato figurerà, tra gli altri, lo scrittore e poeta Ivan Alekseevič Bunin, primo russo a conseguire il Premio Nobel per la letteratura, nel 1933), e della sua domestica turca catturata durante l'assedio della fortezza di Bender del 1770, Salkha, Žukovskij evidenziò precocemente la sua vena lirica, iniziando a verseggiare all'età di otto anni. Completò gli studi presso il Collegio universitario per la nobiltà di Mosca, frequentato dal 1797 al 1801, anno in cui fondò un circolo, la Družeskoe literaturnoe obščestvo (Società amichevole letteraria), insieme a Aleksej F. Merzljakov e ai fratelli Aleksandr e Andrej I. Turgenev, contraddistinto dall'interesse nei riguardi della cultura tedesca ed inglese.
Il suo primo lavoro, Sel'skoe kladbišče, una libera traduzione dell'Elegia scritta in un cimitero campestre di Thomas Gray, fu pubblicato su Vestnik Evropy (Il Messaggero d'Europa) di Karamzin. L'incontro con quest'ultimo segnò un momento fondamentale nell'evoluzione della poetica di Žukovskij, divenendo uno dei maggiori esponenti della corrente letteraria karamziniana, insieme a Konstantin N. Batjuškov.
Finiti gli studi tornò nei possedimenti di famiglia e si dedicò all'educazione dei suoi cugini. Nel 1808 scrisse Ljudmila, la prima delle sue ballate, liberamente tratta da Lenore di Gottfried August Bürger, seguita da Svetlana, che resero popolare questa tipologia di componimento e furono iniziatrici di una moda che si sviluppò negli anni successivi.
Con l'invasione napoleonica della Russia, Žukovskij si arruolò nelle milizie popolari e fu presente nella battaglia di Borodino, anche se da semplice spettatore, non avendo partecipato agli scontri armati. Questa esperienza si rivelò l'ispiratrice di Pevec vo stane russkich voinov, (Il bardo nei campi dei guerrieri russi), poema che scrisse poco dopo, quando Napoleone e il suo esercito erano ancora a Mosca, e in cui descrisse le drammatiche scene della battaglia e del successivo incendio di Mosca, e che ebbe fortissima eco anche al di fuori degli ambienti letterari dando all'autore una durevole ed estesa fama.
Nel 1813 la vita di Žukovskij fu segnata da un evento importante non solo per il suo privato: gli venne negato il permesso di sposare una sua cugina, Marija A. Protasova, di cui era profondamente innamorato e di cui conservò il ricordo fin oltre la morte di lei, avvenuta nel 1823. Questo evento accentuò le tendenze malinconiche del poeta, portandolo a permearne anche la sua opera letteraria.
Sempre in questo anno si trasferì a San Pietroburgo e nel 1815 fu uno dei soci fondatori dell'Arzamas, divenendone uno dei principali esponenti, insieme a Konstantin N. Batjuškov. Il gruppo letterario nacque in aperta polemica con la Beseda ljubitelej russkogo slova (Società degli amici della lingua russa) di Aleksandr S. Šiškov, le cui finalità erano riferite ad una maggior conformità della lingua letteraria alla tradizione e ai canoni classicisti, e per conseguenza avversari delle nuove tendenze preromantiche di Karamzin e dei suoi discepoli, tra cui Žukovskij.
Alla questione della lingua letteraria Žukovskij prese parte riformando il sistema di versificazione russa con l'introduzione dell'Anfibraco (prima sede atona, seconda sede tonica, terza sede atona) e della pentapodia giambica senza rima. Perfezionò anche l'esametro russo traducendo per la prima volta in versi l'Odissea.
Durante quegli anni iniziò il suo rapporto con la famiglia reale, in principio come insegnante di russo della futura sposa di Nicola I, Carlotta di Prussia, in seguito divenendo il precettore del primogenito della coppia ed erede al trono Alessandro, ruolo che ricoprì fino alla maggiore età del ragazzo e che viene ritenuto incisivo per la formazione e lo sviluppo delle idee riformiste del futuro zar. Questa vicinanza alla corte fece di Žukovskij un personaggio molto influente, e utilizzò la sua posizione perorando varie cause a vantaggio di letterati in difficoltà, non ultimo Aleksandr S. Puškin, a cui fu fraternamente legato, e si produsse nello sforzo diplomatico per l'emancipazione dalla servitù della gleba del poeta ucraino Taras Hryhorovyč Ševčenko.
Il servizio presso la corte degli zar si concluse nel 1841, durante il quale la sua fama e la sua influenza nell'ambito della cultura letteraria russa si ridusse. Nello stesso anno si sposò con una ragazza tedesca, Elizabeth Reitern, trasferendosi con lei in Germania. Morì a Baden Baden nel 1852.

## Opere
Le opere più famose di Zukovskij sono: Lyudmila; Kassandra; Svetlana; la versione in russo dell'Odissea di Omero. In italiano vedi: Poesie e Prose, con introduzione di Ettore Lo Gatto (Roma, 1935); Ljudmila, a cura di C. M. Schirò (Palermo, 2008).